# 浜田よしかづ
浜田 よしかづ（はまだ よしかづ、1977年 - ）は、日本の男性漫画家、イラストレーター。埼玉県在住。

## 略歴
1999年頃、『ToHeart』の二次創作同人誌をきっかけに、コミックアンソロジーのイラストレーターとして商業誌デビュー。
テーブルトークRPGリプレイ『新ソード・ワールドRPGリプレイ』のイラストレーションで人気を得た後、同書のコミカライズを機に漫画家としての活動へシフトする。
2007年に連載開始したオリジナル作品『つぐもも』がヒットし、掲載誌を変えながら15年以上の長期連載となっている。ただ、ほぼ『つぐもも』のみの制作となっており、結果として寡作となっている。

## 動画配信
USTREAM上で『つぐもも』作成作業のライブ配信を行なっている。基本的には毎朝10時頃から配信されはじめ、数回の休憩を挟みながら25時頃で終了する。
チャットを通して浜田とリアルタイムに会話をすることができる（浜田は肉声の配信、ゲストは入力文字の音声読み上げ）。時折、配信に漫画家の竹村雪秀、紺野あずれ、飼い猫のゴロやモモ（2014年2月に逝去）も登場する。なお、登場キャラクターの裸体等の作画を配信することはUSTREAMの利用規約に抵触するため、FC2ライブチャットで配信を行なっている。

## 作品リスト
- 新ソード・ワールドRPGリプレイ - 表紙・挿絵ならびにコミック版『突撃!へっぽこ冒険隊』を担当。
- つぐもも[1][2] - 『COMIC SEED!』『WEBコミックハイ！』を経て、2013年から『月刊アクション』に移籍。同誌の休刊後に『漫画アクション』に移籍して2024年No.7から連載中。2017年[3]から2020年[4]にかけてアニメ化。
- ガンドッグゼロ - 挿絵（『Role&Roll』Vol.85）